# Angelo Pedroni
Angelo Pedroni (ur. 22 kwietnia 1914 w Maccagno, zm. 24 czerwca 1992) – włoski duchowny rzymskokatolicki, arcybiskup, dyplomata papieski.

## Biografia
13 marca 1937 otrzymał święcenia prezbiteriatu.
7 kwietnia 1965 papież Paweł VI mianował go arcybiskupem tytularnym novickim oraz 10 kwietnia 1965 delegatem apostolskim w Tajlandii, Laosie i na Półwyspie Malajskim. 22 maja 1965 w bazylice św. Ambrożego w Mediolanie przyjął sakrę biskupią z rąk arcybiskupa mediolańskiego kard. Giovanniego Colombo. Współkonsekratorami byli biskup pomocniczy mediolański Luigi Oldani oraz urzędnik Kurii Rzymskiej bp Ernesto Camagni.
Jako ojciec soborowy wziął udział w czwartej sesji soboru watykańskiego II. W 1967 wyjechał do Rzymu, gdzie został urzędnikiem Kurii Rzymskiej.
19 lipca 1969 mianowany nuncjuszem apostolskim w Kostaryce. 15 marca 1975 przeniesiony na urząd pronuncjusza apostolskiego w Syrii. 6 lipca 1983 został nuncjuszem apostolskim w Belgii i w Luksemburgu oraz przy Wspólnotach Europejskich. 13 czerwca 1989, w związku z osiągnięciem wieku emerytalnego, przeszedł na emeryturę.